# Lourdes Arteaga
Lourdes Arteaga (Arenas de San Juan, Ciudad Real, Castilla-La Mancha, noviembre de 1960) es una pintora española residente en Campo de Criptana, Ciudad Real, Castilla-La Mancha.
De estilo figurativo Lourdes Arteaga ha ido avanzando hacia la abstracción. Sus principales temas son los paisajes manchegos, figuras, retratos de quijotes, o catedrales y abstractos.
Tiene en su haber más de veinte premios, siendo seleccionada en más de 150 certámenes y muestras de arte por toda España. Ha realizado exposiciones individuales y más de 250 colectivas. Se encuentra en guías, anuarios, diccionarios y distintas publicaciones de arte; además de reseñas y artículos en prensa regional y nacional. Su obra forma parte de numerosas colecciones privadas dentro y fuera de España y está representada en diferentes museos y Ayuntamientos.

## Biografía
Autodidacta. Lourdes Arteaga es becada en tres ocasiones (años 1981, 1982 y 1984) por la “Fundación Cultural de Castilla-La Mancha” para realizar los “I, II y IV cursos de arte” en Almagro con profesores tales como Antonio López García, Manuel López-Villaseñor, Francisco López, Isabel Quintanilla, María Moreno, García-Ochoa, o Agustín Úbeda. 
Desde 1997 compagina su labor pictórica con la dirección de la Escuela Municipal de Dibujo y Pintura de Campo de Criptana.

## Principales premios
- XIV Premio de Artes Plásticas “Villa de Rota”. Rota, Cádiz. Finalista.
- XIV Certamen Nacional “Caja Madrid”. Madrid. Accésit con trofeo.
- V Certamen de Pintura “Ciudad de Daimiel”. Daimiel, Ciudad Real. Primer Premio.
- XXIV Certamen Nacional de Pintura “Enrique Ginestal”. Talavera de la Reina, Toledo. Segundo Accésit.
- II Certamen de Pintura “Los Académicos de la Argamasilla”. Argamasilla de Alba, Ciudad Real. Mención de Honor.
- IX Certamen Nacional de Pintura. Herencia, Ciudad Real. Tercer Premio.
- XVII y XXI Certamen Nacional de Pintura “Villa de los Molinos”. Campo de Criptana, Ciudad Real. Mención de Honor.
- XXV Salón de Pintura. Pedro Muñoz, Ciudad Real. Áccesit.
- II Certamen Castellanomanchego para pintores noveles “Fundación Conde de Cabra Antigua Universidad de Almagro. Premio Excma. Diputación Provincial de Ciudad Real.
- II Certamen Nacional de Pintura “Villanueva de los Infantes”. Villanueva de los Infantes, Ciudad Real. Segundo Premio.
- Certamen de Pintura “Torralba de Calatrava”. Torralba de Calatrava, Ciudad Real. Premio Especial.

## Principales exposiciones
- Centro Cultural “Palacio Obispo Solís”. Miajadas (Cáceres). 2010.
- Sala de exposiciones “La Casona”. Reinosa (Cantabria). 2009.
- Sala de exposiciones “Fundación Alcalde Zoilo Ruiz-Mateos”. Rota (Cádiz). 2008, 2006 y 2004.
- Casa de Castilla-La Mancha. Madrid. 2008 y 2005. Exposición individual 1997.
- Centro Cultural “Cecilio Muñoz Fillol”. Valdepeñas (Ciudad Real). 2008.
- Ayuntamiento de Mérida. Mérida (Badajoz). 2007.
- Casa de Cultura Villafranca de los Barros. Badajoz. 2007.
- Casa Parada. Tarancón. 2006.
- Museo de Arte Contemporáneo de Castilla-La Mancha. Exposición individual. Hellín (Albacete). 2005.
- Convento de Santa Clara. Exposición individual. Alcázar de San Juan (Ciudad Real). 2005.
- Arte-Axuda Galicía “Marea Branca”. Exposición itinerante. Galicia, País-Vasco, Madrid, Valencia, Barcelona. 2003.
- Galería de Arte “Duayer”. Madrid. 2002.
- Galería de Arte “Aljaba”. Jaén. 2001.
- Galería “Artecasa”. Ciudad Real. 2001 y 2000.
- Auditorio Municipal. Puertollano. 2001 y 1998.
- Sala de Exposiciones “Caja Rural”. Sevilla. 1999.
- Iglesia de Santiago. Andújar (Jaén). 1999.
- Grupo Quinarte. Quintanar de La Orden (Toledo). 1999 y 1998.[3]
- Galería de Arte “Pilares”. Cuenca. 1999 y 1998.
- Sala de Exposiciones “Caja Sur”. Córdoba. 1998.
- Antiguo Hospital de San Juan de Dios. Jaén. 1998, 1997, 1996 y 1995.
- Posada de la Hermandad. “Homenaje a la noche estrellada”. Toledo. 1998.
- Sala de Exposiciones “Álvarez Cubero”. Priego (Córdoba). 1997.
- Galería de Arte “Jovenart”. Madrid. 1997 y 1996.
- Museo Antonio López-Torres. Exposición individual. Tomelloso (Ciudad Real). 1995.
- Casa de Medrano. “I Encuentro Provincial de Pintores”. Argamasilla de Alba (Ciudad Real). 1995.
- Galería de Arte “Caja Madrid”. Exposición individual. Ciudad Real. 1994.
- Sala de Exposiciones “Sociedad Cervantina”. Madrid. 1993.[4]
- Ayuntamiento de Villacañas. Exposición individual. Villacañas (Toledo). 1993.
- Casa de Cultura. Exposición individual. Campo de Criptana (Ciudad Real). 1993.
- Museo Manuel López-Villaseñor. Ciudad Real. 1992.
- I Muestra de Mujeres Artistas de Castilla-La Mancha”. Exposición itinerante (Guadalajara, Toledo, Ciudad Real, Cuenca, Albacete). 1991 y 1990.
- Museo Elisa Cendrero. Exposición individual. Ciudad Real. 1990.
- Ayuntamiento de Campo de Criptana. X Semana Cervantina. “Tresposición”. Campo de Criptana (Ciudad Real). 1988.
- Sala de Exposiciones “Barquillo”. Madrid. 1987.
- Galería de Arte “Casarrubuelos”. Madrid. 1986.
- “Artistas Jóvenes de la Región”. Exposición itinerante. 1984 y 1983.
- Casa de Cultura. IV Beca de Arte. Tomelloso (Ciudad Real). 1985.
- Escuela de Artes Aplicadas. I Beca de Arte. Ciudad Real. 1982.